# رامون إيفاريستو
رامون إيفاريستو (بالإسبانية: Ramón Evaristo)‏ هو عازف كمان إسباني، ولد في 1909، وتوفي في 1990.